# Roberto Tozzi
Roberto Tozzi (* 17. Dezember 1958 in Rom) ist ein ehemaliger italienischer Sprinter, der sich auf den 400-Meter-Lauf spezialisiert hatte.
Sein bedeutendster Erfolg war der Gewinn der Bronzemedaille in der 4-mal-400-Meter-Staffel bei den Olympischen Spielen 1980 in Moskau. Die italienische Staffel in der Aufstellung Tozzi, Mauro Zuliani, Stefano Malinverni und Pietro Mennea erreichte das Ziel in 3:04,54 min hinter den Mannschaften der Sowjetunion (3:01,08 min) und der DDR (3:01,26 min). Tozzi startete in Moskau auch über 400 m, schied jedoch in der Viertelfinalrunde aus. Bei den Olympischen Spielen 1984 in Los Angeles belegte er in der Staffel den fünften Rang.
Tozzis beste Resultate als Einzelstarter über 400 m waren der Gewinn des Junioren-Europameistertitels 1977 in Donezk und der zweite Platz bei den Leichtathletik-Halleneuropameisterschaften 1984 in Göteborg.
Roberto Tozzi ist 1,80 m groß und wog in seiner aktiven Zeit 72 kg. Er startete für Pro Patria Pierrel.

## Bestleistungen
- 400 m: 46,03 s, 2. September 1984, Rieti